# Слідство.Інфо
Слідство. Інфо — незалежна українська агенція журналістських розслідувань, що спеціалізується на розслідуваннях корупції у органах влади та гучних кримінальних злочинах. Створена у 2012 році журналістами Дмитром Гнапом та Анною Бабінець. З 2012 по 2018 роки «Слідство. Інфо» керував Дмитро Гнап, з 2018 року — Анна Бабінець. З 1 липня 2023 року головна редакторка — Анастасія Станко.
Протягом перших років, з 2014 по 2017 роки, редакція виготовляла щотижневу телевізійну програму журналістських розслідувань яка виходила на двох загальнонаціональних телеканалах «UA:Перший» та «24 канал», а також на інтернет-телеканалі «Громадське телебачення». З 2018 року формат «Слідство. Інфо» змінився, і команда почала створювати повноформатні документальні розслідувальні фільми та текстові розслідування. Команда «Слідство. Інфо» випускає по 4 документальних фільмів-розслідувань на рік.
«Слідство.Інфо» є партнерами мережі Проєкту розслідування корупції та організованої злочинності (англ. Organized Crime and Corruption Reporting Project, OCCRP).

## Історія
2012 року проєкт заснували журналісти Дмитро Гнап та Анна Бабінець. За рік команда приєдналася до створеного під час Революції Гідності Громадського ТБ, а навесні 2014-го почала випуск щотижневої передачі телевізійних розслідувань. Протягом трьох років, з 2014 по 2017 роки, програма виходила на двох національних каналах: UA: Перший та 24 Канал, а також транслювалася на 15 регіональних. З 2018 року журналісти «Слідство.Інфо» відмовилися від щотижневого формату й почали створювати повноформатні документальні розслідувальні фільми та текстові розслідування.